# Crocidura narcondamica
Crocidura narcondamica és una espècie d'eulipotifle de la família de les musaranyes (Soricidae). És endèmica de l'illa de Narcondam (Índia). El seu hàbitat natural són els boscos litorals, on viu a altituds properes al nivell del mar. Té una llargada de cap a gropa de 63-67 mm, la cua de 55,6-58,5 mm i les potes posteriors de 12,4-13,4 mm. El seu nom específic, narcondamica, significa ‘de Narcondam’ en llatí.